# Beat Ringger

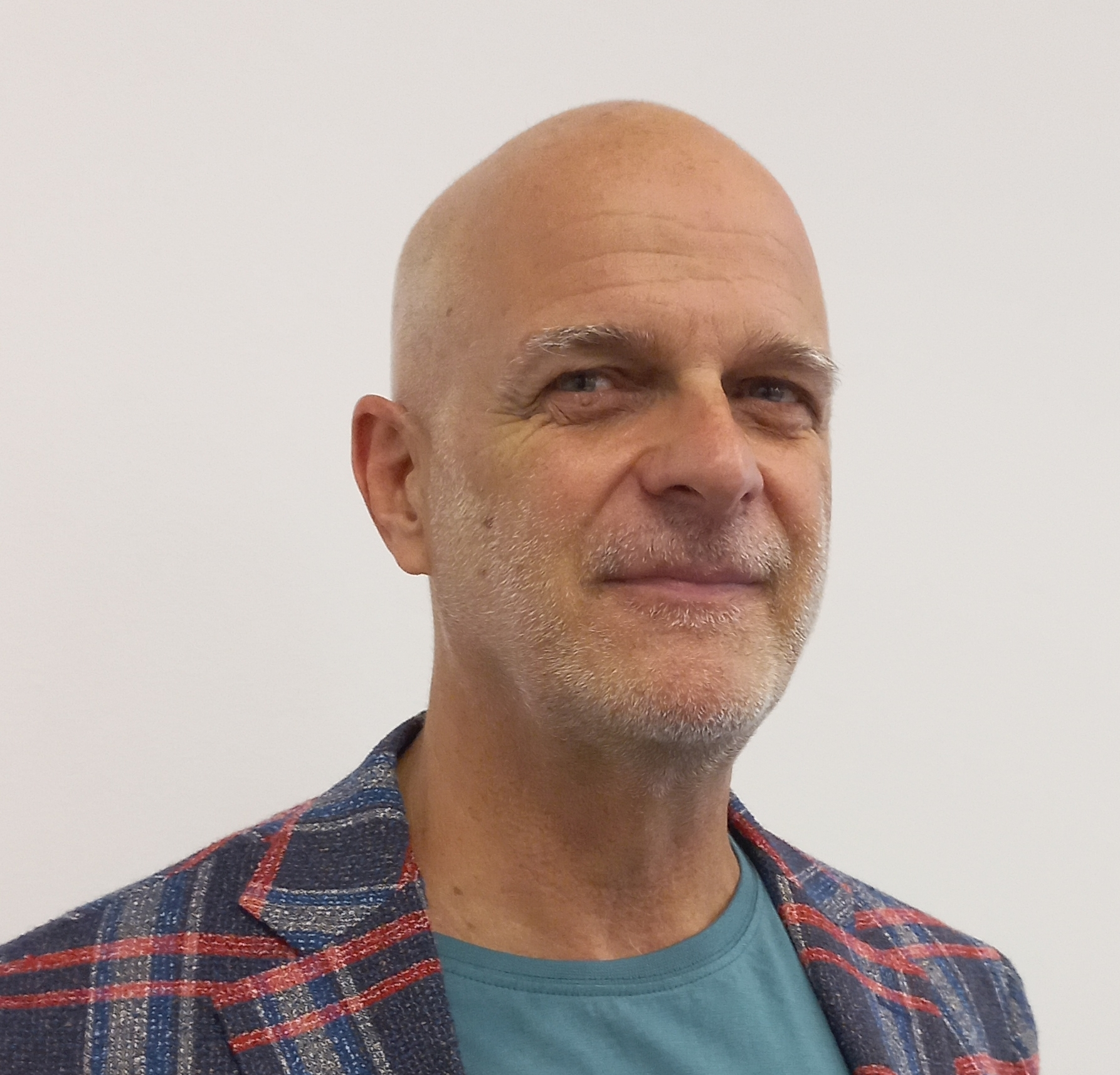
Beat Ringger (2022)

Beat Ringger (* 1955 in Bern)  ist ein Schweizer Autor. Er schreibt Bücher politischen Inhalts und ist Vertreter einer kritisch-marxistischen Linie.

## Leben
Im Alter von 19 Jahren schloss sich Ringger der trotzkistischen Bewegung an und war anschliessend in linksgrünen Gruppierungen tätig.
Ringger absolvierte nach der Matura eine Ausbildung zum Volksschullehrer, unterrichtete drei Jahre lang an der Oberstufe im Kanton Zürich und durchlief anschliessend eine Ausbildung zum Maschinenmechaniker. Er arbeitete zwei Jahre in einer geschützten Werkstatt für Behinderte und studierte danach Elektrotechnik am damaligen Technikum Winterthur. Er arbeitete anschliessend zehn Jahre bei IBM Schweiz als Systems Engineer und Seminarleiter, bevor er als Projektleiter zu den Gewerkschaften ging. Bis im Sommer 2015 war er Zentralsekretär der VPOD. Von 2004 bis 2020 war er zudem als geschäftsführender Sekretär des sozialkritischen Schweizer Thinktanks Denknetz tätig.
1994 gehörte er zum Kern der neuen Umweltorganisation umverkehR, die eine Volksinitiative für die Halbierung des motorisierten Strassenverkehrs lancierte. Von 2014 bis 2018 war er Mitglied im Vorstand der Gruppe Raus aus der Sackgasse RASA, die eine Volksinitiative zur Aufhebung der Kontingentierungsbestimmungen gegenüber Migranten aus EU-Ländern lanciert hatte. Ringger ist im Beirat der Zeitschrift Widerspruch. Seit 2023 führt Ringger das Sekretariat der Organisation Pharma für Alle, die im Kanton Basel-Stadt eine Volksinitiative lanciert hat.

## Publikationen

### Bücher
- Hrsg. mit Luzian Franzini, Nadja Mosimann, Pascal Zwicky. Noch Hoffnung? Von den Möglichkeiten der Solidarität im Wirbel von Krisen. ISBN 978-3-85990-489-7.
- Mit Ruth Gurny: Für alle und für alle Fälle. Verlag edition8, Zürich 2022, ISBN 978-3-85990-455-2.
- Pharma fürs Volk – Risiken und Nebenwirkungen der Pharmaindustrie. Rotpunktverlag, Zürich 2022, ISBN 978-3-85869-963-3.
- Mit Cédric Wermuth: Die Service-public-Revolution. Corona, Klima, Kapitalismus – eine Antwort auf die Krisen unserer Zeit. Rotpunktverlag, Zürich 2020, ISBN 978-3-85869-892-6.
- Das System-Change-Klimaprogramm. Verlag edition8, Zürich 2019, ISBN 978-3-85990-367-8.
- Hrsg. mit Ruth Daellenbach und Pascal Zwicky. Reclaim Democracy. Die Demokratie stärken und weiterentwickeln. Verlag edition8, Zürich 2019, ISBN 978-3-85990-330-2.
- Hrsg. mit Ruth Gurny und Kurt Seifert. Gutes Alter. Eine Gesellschaft des guten langen Lebens für alle. Verlag edition8, Zürich 2018, ISBN 978-3-85990-357-9.
- Hrsg. mit Cédric Wermuth: MarxnoMarx. 33 Linke zur Frage, wie das Werk von Marx heute fruchtbar gemacht werden kann. Verlag edition8, Zürich 2018, ISBN 978-3-85990-344-9.
- Hrsg. mit Ruth Gurny und Ueli Tecklenburg: Würde, bedingungslos. Wie die Debatte um ein bedingungsloses Grundeinkommen fruchtbar gemacht werden kann. Verlag edition8, Zürich 2015, ISBN 978-3-85990-273-2.
- Hrsg. mit Hans Baumann: Richtig Steuern. Wie mit Steuern jährlich 25 Milliarden Franken zugunsten der Bevölkerung rückverteilt werden können. Verlag edition8, Zürich 2011, ISBN 978-3-85990-169-8.
- Masst Euch an! Auf dem Weg zu einem offenen Sozialismus. Westfälisches Dampfboot, Münster 2011, ISBN 978-3-89691-875-8.
- Mit Ruth Gurny: Die grosse Reform. Die Schaffung einer Allgemeinen Erwerbsversicherung. Verlag edition8, Zürich 2009
- Als Herausgeber und Mitautor: Die Zukunft der Demokratie. Ein postkapitalistisches Projekt. Rotpunkt-Verlag, Zürich 2008

### Ausgewählte Artikel und Beiträge
Einzelarbeiten:
- Politische Ökonomie der Heisszeit. In: Denknetz-Jahrbuch 2024
- Klimapolitik fürs Volk. Nicht für Elon Musk. Online auf www.denknetz.ch, September 2021
- COVID-19: Die Krise geht in die zweite Runde. Online auf www.denknetz.ch, Juli 2020
- Corona, Gesundheitsversorgung und Big Pharma: Tiefgreifende Reformen nötig. Online auf www.denknetz.ch, März 2020
- Das System-Change-Klimaprogramm. Online auf www.denknetz.ch Juni 2019
- Wer verändert die Welt? Und mit wem? Emanzipation und Identität. In: Denknetz-Zeitung Oktober 2017
- Die Krise der gesellschaftlichen Investitionsfunktion und die digitale Revolution. In: Denknetz-Jahrbuch 2017
- Eckwerte einer fortschrittlichen Regionalpolitik. In: Denknetz-Jahrbuch 2016
- Die neoliberale Zerstörung der res publicae. In: Denknetz-Jahrbuch 2015
- Kritik des kritischen Denkens. In: Denknetz-Jahrbuch 2014
- Die Sonne der Arbeit. In: Ruth Gurny, Ueli Tecklenburg (Hrsg.): Arbeit ohne Knechtschaft. Zürich 2013
- Umweltschutz und Kapitalismus. In: Denknetz-Jahrbuch 2011
- Sozialismus als Anmassung. In: Luxemburg/Zeitschrift der Rosa-Luxemburg-Stiftung 2 / 2010
- Die Arbeitszeitverkürzung ist tot – es lebe die Arbeitszeitverkürzung. In: Denknetz-Jahrbuch 2010
- Die Schweiz vom Kopf auf die Füsse stellen. In: Denknetz-Jahrbuch 2009
- Sozialismus revisited. In: Lunapark21 5, Frühjahr 2009
- Die Mobilitätswende. Eine radikale Umweltbewegung tut not. In: Widerspruch Nr. 54, 1. Halbjahr 2008
- Chavismo und Demokratie in Venezuela. In: Widerspruch Nr. 55 vom 2. Halbjahr 2008
- Das US-Gesundheitswesen: Schrecken ohne Ende? In: Denknetz-Jahrbuch 2005

In Autorenkollektiven:
- Eine Zweite Säule für alle – Das Denknetz-Modell für die BVG-Totalrevision (zusammen mit Ruth Gurny und Michael Graff). Januar 2025. Online auf www.denknetz.ch
- Kreislaufwirtschaft: Greenwashing oder transformatives Konzept? (zusammen mit Laurenz Bub, Alberto Cerri, Martin Gallusser, Stefan Leins). In: Denknetz-Jahrbuch 2024
- Mensch oder Auto? Mobilität in der solidarischen 12-Mmillionen-schweiz (zusammen mit Max Fischer, Ruth Gurny, Véréna Keller-Dalang, Günther Latzel, Aline Masé). Online unter www.denknetz.ch
- Der Emissionshandel schadet dem Klimaschutz. (zusammen mit Hans Baumann, Martin Gallusser, Roland Herzog, Werner Kallenberger, Romeo Rey,  Hans Schäppi). November 2020. Online auf www.denknetz.ch
- Das politische Subjekt der Demokratisierung: Wer macht Demokratie? (zusammen mit Ruth Daellenbach und Pascal Zwicky). In: Denknetz-Zeitung April 2019
- Digitale Revolution. Eine Einführung in Stichworten (zusammen mit Martin Gallusser). In: Denknetz-Jahrbuch 2017
- Demokratie als Notwendigkeit und Programm (zusammen mit Roland Herzog und Pascal Zwicky). In: Denknetz-Jahrbuch 2015
- Neoliberale Bürokratie (zusammen mit Bernhard Walpen). In: Denknetz-Jahrbuch 2015
- Care, Produktivität, Emanzipation: Der Care Imperativ (zusammen mit Hans Baumann). In: Denknetz-Jahrbuch 2013
- Die Krise der gesellschaftlichen Investitionsfunktion. In: Denknetz-Jahrbuch 2010
- Zur Too-big-to-fail-Problematik: Finanzdienste als Service pubic. In: Denknetz-Jahrbuch  2010
- Für eine Schweiz ohne Beihilfe zur Steuerhinterziehung. In: Denknetz-Jahrbuch 2009
- Sicherung der Altersvorsorge: Modellvorschlag für eine Totalrevision. In: Denknetz-Jahrbuch 2009
- Thesen Gute Arbeit für alle: Ein realistisches und notwendiges Ziel. In: Denknetz-Jahrbuch 2006
- Thesen für eine Europäische Mindestlohnpolitik. In: Denknetz-Jahrbuch 2005